# 大阪シティバス住吉営業所

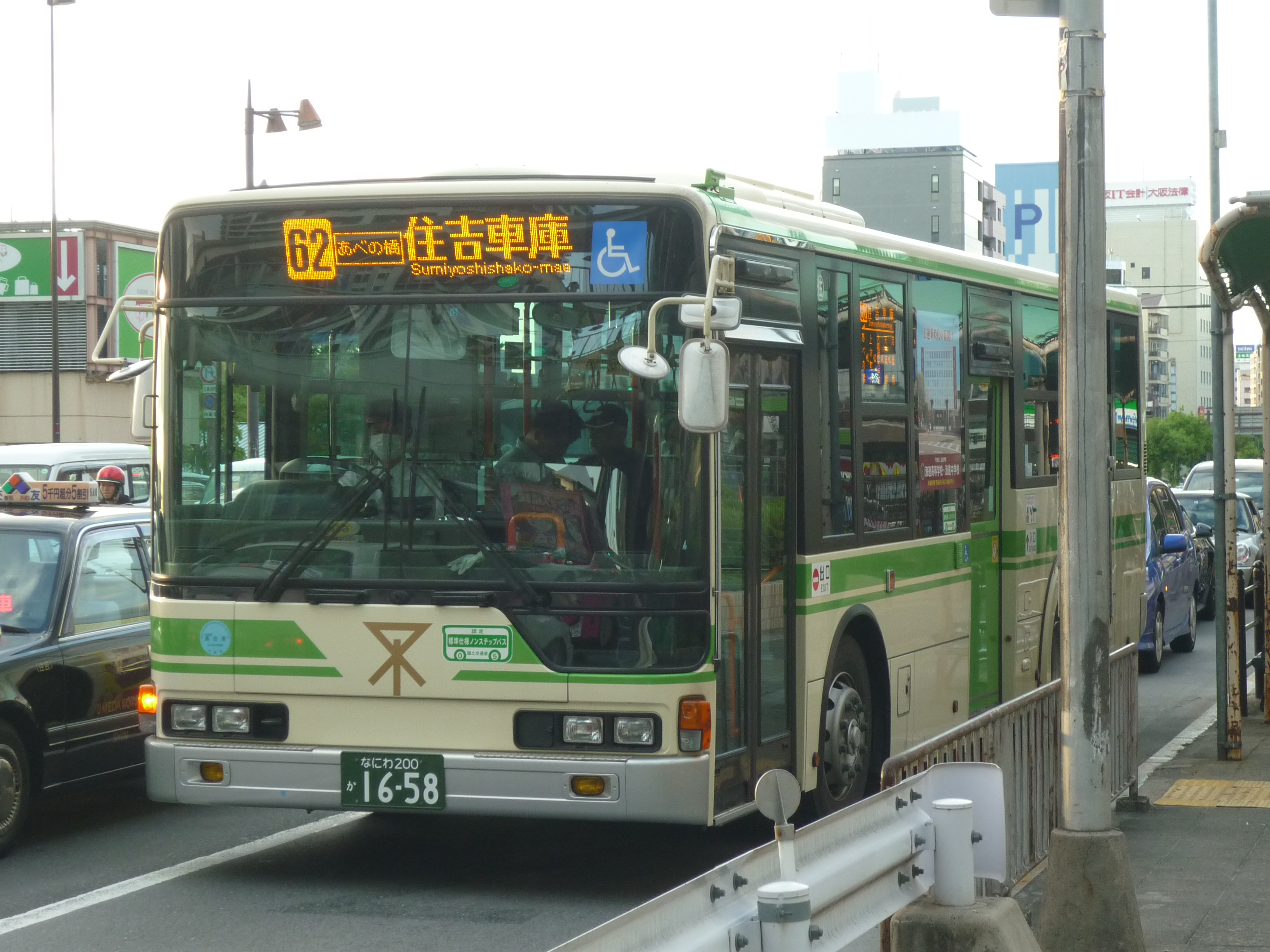
住吉営業所所属の車両

大阪シティバス住吉営業所（おおさかシティバスすみよしえいぎょうしょ）は、大阪府大阪市住吉区万代東（ばんだいひがし）にある大阪シティバスの営業所。最寄バス停は「住吉車庫前」。バス側面および後面窓ガラスに貼られる所属営業所を示すシールの表記は「住」である。

## 概要
主としてあべの橋、住吉車庫前発着の路線を担当しており、住吉区、阿倍野区、東住吉区、天王寺区、生野区、東成区の路線をメインに担当するほか、大阪駅（梅田）へも乗り入れる。操車は住吉車庫、あべの北・東操車場、今里操車場（旧・大阪市営バス東成営業所）、北巽バスターミナルで実施している。

### 公営バス時代
1939年に大阪市電気局（後の大阪市交通局）の住吉営業所として設置された。
1961年に設置された大阪市営バスの長居営業所（所属表記は長）が1980年に廃止され、当営業所の長居車庫となった。長居車庫は1983年3月13日からあべの東操車場へ機能を移し、住吉営業所阿倍野支所（所属表記はア）が設置された。阿倍野支所は1996年3月31日を以て廃止されている。
2008年からは大正区の西船町発着路線を担当したが、2010年3月の路線再編時に担当から外れた。
2008年からはなんば発着路線の70号系統と73号系統と108号系統（操車はなんば操車場）を担当し、2012年4月の路線再編で担当を外れた。
2014年の路線再編までは、住之江営業所を補助する形で地下鉄住之江公園発着の路線（操車は住之江車庫）路線も担当していた。
また、一時期堺東駅・豊中駅前まで乗り入れていた時期があった。
大阪市交通局の民営化に伴い、2018年3月31日に大阪市営バスの営業所としての業務を終了。翌4月1日に大阪シティバスへ譲渡され、同社の営業所となった。

## 沿革
- 1939年6月1日 - 大阪市電気局の住吉営業所開設。
- 1945年9月11日 - 大阪市電気局が大阪市交通局へ改組。
- 1961年10月11日 - 長居営業所開設。
- 1980年3月31日 - 長居営業所廃止。住吉営業所長居車庫となる。
- 1983年3月13日 - 長居車庫をあべの東操車場へ移し、住吉営業所阿倍野支所に改組。
- 1996年3月31日 - 住吉営業所阿倍野支所廃止。
- 2018年4月1日 - 大阪市交通局から大阪シティバスへ譲渡。

## 現行路線

### 1号系統
運行区間
- 1：あべの橋 - 鉄道病院 - 杭全（くまた）- JR平野駅筋 - 平野宮町二丁目 - 平野南口 - 出戸バスターミナル

概要
- あべの橋（天王寺駅）から国道25号線、府道186号大阪羽曳野線を経由して大阪市平野区の出戸バスターミナル（出戸駅）を結ぶ路線である。多くの区間（あべの橋 - JR平野駅筋）でJR関西本線（大和路線）と平行している。
- もとは長吉営業所担当で、2002年1月27日の大阪市営バス改編時までは幹線1号系統であった。
- あべの橋 - 地下鉄動物園前停留所間は往路と復路でルートが異なった。2008年3月30日よりフェスティバルゲート1階にあった霞町操車場が使用停止になったのに伴い、地下鉄動物園前停留所は、同施設内降車場および隣接するのりばを廃止。それまで次の停留所であった動物園前（南側）を地下鉄動物園前に改称することで、起終点を移した。
- 幹線1号系統時代は長居営業所（後に住吉営業所阿倍野支所へ移転）も担当していた時期もあった。出庫系統として鉄道病院前始発出戸バスターミナル行を阿倍野支所が担当していた。なお入庫時の逆方向は非営業で回送車として扱われていた。
- 2010年3月28日のダイヤ改正で運転区間が出戸バスターミナル - あべの橋間に短縮となる。
- 2012年4月1日のダイヤ改正よりパターンダイヤが導入され、平日の日中は20分間隔、平日夕方ラッシュ時と土曜・休日は15分間隔で運行されている。
- 毎年7月12、13日の平野郷（杭全神社）夏祭りの際は国道25号線の交通規制のため平野西口 - 平野南口間が大阪内環状線（背戸口四丁目経由）へ迂回運行される。
- 2013年の長吉営業所廃止に伴い、住吉営業所に移管、「起点・あべの橋、終点・出戸バスターミナル」に変更。

### 5号系統
- 5 あべの橋 - 鉄道病院 - 杭全 - 今川二丁目 - 平野区役所前 - 地下鉄喜連瓜破 - 三宅中

概要
- あべの橋（天王寺駅）から国道25号線、今里筋、国道309号線を経由して松原市の三宅中を結ぶ路線である。運行頻度は約30分毎である。
- この系統の前身は地下鉄平野 - 平野南口 - 喜連北口 - 高野大橋 - 瓜破南を運行する支線5号系統であったが、1994年の大阪市営バス改編時に、当時の幹線2号系統（出戸バスターミナル - 地下鉄喜連瓜破 - 今川二丁目 - 杭全 - あべの橋）と統合されて特5号系統としてあべの橋 - 瓜破南の運行が開始された（あべの橋 - 地下鉄喜連瓜破が幹線区間、地下鉄喜連瓜破 - 瓜破南が支線区間であった）。なお、この当時の5号系統は天満橋 - なんばの路線であった。
- 2002年1月27日の市バス再編時に、5号系統が105号系統に、特5号系統が5号系統に変更された（この時に長吉営業所が担当から外れる）。その後2004年に瓜破南 - 三宅中が延長され、往路のみ瓜破南→三宅中間にリフレうりわり[1]を経由する5A号系統の運行もされるようになった。元々、支線5号系統は阪神高速松原線高架下にある現・三宅中バス停付近で転回しており、非営業区間であった瓜破南～三宅中間を営業運転化した形となった。
- 2011年4月1日のダイヤ改正で、リフレうりわりの休館に伴い同停留所も休止となったことにより5A号系統は5号系統へ統合される[2]。
- 2013年4月1日のダイヤ改正より、東成営業所が担当に加わる。

東成営業所の運用は、すべて中型車で担当しており極僅か本数を受け持つ程度であった。
- 2014年3月末をもって東成営業所が廃止により担当を外れる。

### 6号系統
運行区間
- 6：あべの橋 - 阿倍野区役所前 - 美章園 - 杭全 - 中野中学校前 - 湯里六丁目 - 住道矢田（すんじやた）

概要
6号系統は、あべの橋（天王寺駅）からあびこ筋、今里筋を経由して東住吉区矢田地区東部を結ぶ路線である。 あべの橋-住道矢田間の路線としては、他に26号系統（廃止）があった。6号系統と26号系統の違いは、6号系統が杭全-住道矢田間を今里筋経由で直線で結ぶに対し、26号系統が途中今川二丁目 - 中野中学校前を地下鉄田辺に迂回している点である。
沿革
1974年11月27日のゾーンバス制度開始時に支線6号系統（中野中学校前 - 住道矢田）として誕生した。後に特6号系統として長居車庫前 - 東住吉区役所前 - 中野中学校前 - 住道矢田、その後長居車庫前からあべの橋発着に変更され現在の経路となった。 なお、この系統が走るあべの橋 - 美章園 - 杭全間は幹線2号系統（この系統との振り替え時点では出戸バスターミナル-喜連西池前-平野区役所前-杭全-美章園-あべの橋-地下鉄動物園前、この系統との振り替えで杭全 - あべの橋間を中桑津経由に変更の上であべの橋と地下鉄動物園前の区間を廃止）のルートであった。特6号になってからも木津営業所・東成営業所が受け持つ運用が見られたが東成営業所が早々に撤退、木津営業所は営業所閉鎖まで受け持つことになる。南部では珍しい、いすゞ車を見ることができた。
木津営業所は加美車庫閉鎖まで日野だけが所属していた。2002年1月27日の改正で6号系統に系統番号が変更された。またこの時に、長吉営業所が担当から外れた。
ダイヤおよび停留所
6号系統は終日運行しており、昼間は1時間あたり概ね2本運行している。

### 12号系統
運行区間
- 12：あべの橋 - 四天王寺東大門前 - 勝山四丁目 - 生野区役所 - 大池橋 - 中川西公園前 - 地下鉄小路 - 布施駅前
- 12A：大池橋 → 生野区役所 → 勝山四丁目→ 四天王寺東大門前 → あべの橋

概要
12号系統は東大阪市の布施駅から生野区を経てあべの橋（天王寺駅）を結ぶ路線である。生野区役所や大池橋など生野区の中心部を通る路線である。布施駅前行きの地下鉄小路停留所→小路東四丁目停留所間は非常に狭い道を通る（当該区間は一方通行のため逆方向は別ルート）。全便中型車での運転となる。なお、中川西公園前-あべの橋間は、かつて運行されていたトロリーバス4号線（新深江 - あべの橋）と重複している。
沿革
2002年1月27日の路線再編前は特12号系統という系統番号であった（布施三ノ瀬-中川西公園前が支線区間、中川西公園前-あべの橋が幹線区間）。過去には幹線臨12号系統（地下鉄今里-中川西公園-大池橋-あべの橋）も運行されていた。
2013年4月1日のダイヤ改正で、布施三ノ瀬操車場の廃止に伴い、布施駅前へ向かうルートに変更。同時に起点があべの橋、終点が布施駅と入れ替わり、それに伴い住吉営業所が担当に加わると同時に、主担当となった（東成営業所も担当継続）。
2014年4月1日のダイヤ改正・経路変更で32号系統から集約する形で、あべの橋 - 四天王寺東大門前 - 勝山三間へ経路変更される（勝山三 - 布施駅前間は従来通り、国分町停留所は経由しなくなる）。あわせて東成営業所の廃止により担当から外れ、住吉の単独担当となり、また杭全からの入庫系統として大池橋→あべの橋の区間便(12A号系統)を新設。
2014年9月21日に「勝山三丁目」停留所が「勝山四丁目」に改称。
ダイヤおよび停留所
平日・土曜・休日とも、1時間に1-2本の運行。平日朝夕や休日は1時間3本以上の時間帯もある。

### 13号系統
運行区間
- 13：あべの橋 - 寺田町 - 百済 - 舎利寺 - 大池橋 - 北巽バスターミナル

概要
- 生野区南西部・中部と天王寺を結ぶ路線。
- 舎利寺付近で狭い道を通るため全便中型車での運転となる。

沿革
2002年1月27日までは、幹線13号系統として地下鉄今里-あべの橋で運行されていた。ルーツはかなり古く、戦前よりある路線である。大池橋付近での経路変更が何度か行われており、一時期は生野車庫前や高井田を発着点としていた時期もあった。
- 2014年4月1日から32号系統を集約する形で、大池橋から北巽へ向かう経路に変更。起点:あべの橋、終点:北巽バスターミナルとして、住吉の担当となる。

ダイヤおよび停留所
平日・土曜・休日とも、1時間に1-2本運行している。

### 22号系統
運行区間
- 22：あべの橋 - 寺田町 - 桃谷駅前 - 天王寺区役所 - 天王寺警察署前 - 生國魂神社 - 上本町六丁目 - 鶴橋駅前 - 玉造 - 地下鉄深江橋 - 諏訪神社前
- 22A:玉造 → 鶴橋駅前 → 上本町六丁目 → 生国魂神社 → 天王寺警察署前 → 天王寺区役所 → 桃谷駅前 → 寺田町 → あべの橋

概要
- 天王寺・鶴橋・玉造と深江橋を結ぶ路線。
- 当初は幹線22号系統という系統番号で上本町六丁目 - 諏訪神社前間の運行であった。1994年の改編の際に幹線83号系統（あべの橋 - 上本町六丁目 - 玉造 - 地下鉄今里：元々はトロリーバス、さらに大阪市電8号系統の代替であった地下鉄動物園前 - あべの橋 - 玉造 - 本田一丁目）と統合される形であべの橋 - 上本町六丁目間が延長されあべの橋 - 諏訪神社間の運行になる。ただ、あべの橋発着は全体の半数程度の本数で、あとの半数は幹線22A号系統として、元来の上本町六丁目 - 諏訪神社前間の運転だった。そして2002年1月27日に22号系統と改称されたうえであべの橋 - 上本町六丁目間の運行をとりやめ、全便がもとの上本町六丁目 - 諏訪神社前の運行に戻った。
- 2002年1月27日の路線再編までは幹線22号系統が住吉営業所・長吉営業所、幹線22A号系統が東成営業所・住吉営業所の担当路線であった。22号系統になった時に古市営業所の担当になったが、2007年1月8日より東成営業所の担当に、2010年からは住吉営業所も担当に復帰している。
- 諏訪神社前付近ではループする形態をとっているが、平日の上本町六丁目発の最終便のみ諏訪神社前止となっていた。
- 2013年4月1日のダイヤ改正・運行経路変更により、上本町六丁目 - 鶴橋駅前の運行をとりやめ、起点が東成車庫前に変更となる。また、それに伴い担当が東成営業所単独となる。
- 2014年4月1日のダイヤ改正・経路変更で東成車庫前 - 鶴橋駅前間の運行をとりやめのうえ、前日で廃止となった68号系統（旧・赤バス天王寺ループ）の経路を継承し12年ぶりにあべの橋発着が復活する。またこれにあわせて住吉営業所の担当となり、今里操車場からの入庫系統として玉造→あべの橋の区間便（22A号系統）を新設。
- 2014年9月21日のダイヤ改正・経路変更であべの橋 - 鶴橋駅前間の経路を大幅に変更し、あべの橋 - 寺田町 - 桃谷駅前 - 天王寺区役所 - 四天王寺前夕陽ヶ丘 - 上本町六丁目 - 鶴橋駅前（以遠同じ）となる（あべの橋 - 寺田町間は往復で異なる経路）。これに伴いあべの橋ののりばは天王寺公園前からあべの北操車場前に変更。

ダイヤおよび停留所
運行頻度は1時間に1本程度。平日朝は2本程度に増えるが、休日は夕方までの運行となる。

### 24号系統
運行区間
- 24：住吉車庫前 → 千躰 → 地下鉄長居 →長居東二丁目 → 南長居 → 長居幼稚園前 → 地下鉄長居 → 千躰 → 住吉車庫前

概要
24号系統は、住吉車庫前からあべの筋と長居公園通を経由して、御堂筋線長居駅を結ぶ循環路線である。
沿革
2002年1月26日まではほぼ住之江営業所専属であったが、 2002年1月27日改正以降は住吉営業所に担当になった（住之江営業所が大阪運輸振興の委託になったことによる）。しかし、2007年1月8日の改正より、住吉営業所と住之江営業所の共管路線となった（車両は住吉営業所担当便は大型車両、住之江営業所担当便は中型車両を使用している場合がある）。
2010年3月28日のダイヤ改正で、それまで地下鉄長居 - 南長居 - 地下鉄長居間において始発から昼過ぎ頃までは24B号系統（現在の24号系統と同じ経路）、それ以降最終まで24A号系統（現在の24号系統と逆回り）で運行していたのを、現在の経路で終日運行になる。
2011年4月1日のダイヤ改正で住吉営業所から地下鉄住之江公園への送り込みも兼ねている区間便として24A号系統（地下鉄住之江公園 - 浜口 - 千躰）の運行を開始した。
2013年4月1日のダイヤ改正・運行経路変更で、起点を地下鉄住之江公園から住吉車庫前に変更。同時に住之江営業所が担当から外れ、住吉営業所の単独路線となった。これにあわせて24A号系統も4号系統の区間便へ変更となった（平日朝に地下鉄住之江公園発千躰行きのみ2本運行）。なお、区間便は2014年4月1日のダイヤ改正で廃止されている。
2017年7月1日に住之江営業所が一部便を管轄することとなり、共管系統となった（ただしダイヤ改正は行わず）が、2018年2月13日からは住之江が担当を外れて再び住吉単独で担当する形に戻った。
ダイヤおよび停留所
各日とも、終日1時間に1本の運行である。

### 30号系統
運行区間
- 30：あべの橋 - 寺田町 - 杭全 - 地下鉄南巽 - 加美長沢住宅前 - 加美正覚寺 - JR平野駅 - 平野宮町二丁目 - 地下鉄平野 - 平野区役所前

概要
- 30号系統は、あべの橋（天王寺駅）と生野区巽地区南部、平野区北部を結ぶ路線である。

沿革
- 地下鉄千日前線延伸前は、生野車庫前 - 矢柄北（現・北巽バスターミナル） - 巽神社前（現・地下鉄南巽） - 杭全 - 地下鉄動物園前間の路線であり、現在と同じ30号系統を名乗っていた（当時の主担当は生野→現在の東成営業所）。
- 2002年1月27日のダイヤ改正以前は、特30号系統と称しており、生野南小学校前-北巽バスターミナル間が支線区間であった。かつては木津営業所が主に担当し、一部長吉営業所担当の便も運行されていた。
- 2008年3月30日よりフェスティバルゲート1階にあった霞町操車場が使用停止になったのに伴い、地下鉄動物園前 - あべの橋が短縮された。また、寺田町 - あべの橋間が往復とも南河堀町経由であったものが復路（あべの橋ゆき）が大道2丁目経由に変更された。
- 2013年4月1日のダイヤ改正より、東成営業所が担当に加わる。
- 2014年4月1日のダイヤ改正・経路変更で10号系統と統合のうえ地下鉄南巽 - 北巽バスターミナルをとりやめ、地下鉄南巽 - 平野区役所前に変更される。あわせて前日を以て廃止となった東成営業所が担当から外れて住吉単独担当となる。

ダイヤおよび停留所
- 平日・土曜・休日とも、昼間は1時間あたり1本の運行頻度である。ただし休日の午前中は1時間あたり2 - 3本運行されている。

### 54A・B号系統
運行区間
- 54A：（左まわり）住吉車庫前→殿辻→住吉区役所区民センター →JR我孫子町駅→地下鉄あびこ→苅田→矢田行基大橋→鷹合団地前→東住吉区役所前→地下鉄西田辺→播磨町→府立総合医療センター→住吉車庫前
- 54B：（右まわり）住吉車庫前→府立総合医療センター→地下鉄西田辺→播磨町→東住吉区役所前→鷹合団地前→矢田行基大橋→苅田→地下鉄あびこ→JR我孫子町駅→殿辻→住吉車庫前（住吉区役所区民センターは停車しない）

概要
54A・B号系統は住吉区および東住吉区（矢田地区西部）の路線で、住吉車庫前を起点に運行される循環系統である。御堂筋線西田辺駅と御堂筋線あびこ駅を長居公園東筋、南港通経由で結び、住吉車庫前を発車する際は、鷹合団地前行きとして運行する。途中、阪南町七丁目を経由する54D号系統は次を参照(住之江営業所担当)
54号系統沿革
以前は特54号系統（住吉車庫前-播磨町-東住吉区役所前 - 鷹合一丁目（往路）/鷹合団地前（復路） - 矢田四丁目）の循環系統（住吉車庫前 - 播磨町が幹線区間で、その他は支線区間）と、深夜のみ特54A号系統（住吉車庫前 - 播磨町 - 東住吉区役所前 - 鷹合一丁目（往路） - 鷹合三丁目）の循環系統があった。その後、ラスパOSAKA（大阪市立ゆとり健康創造館、現在は閉館）のオープンにより矢田南中学校前 - 矢田行基大橋間を延長したうえで、往路の行き先が矢田四丁目から矢田行基大橋になった。2002年1月27日の大阪市営バス改編時に特54号系統は54号系統になるとともに、それまでの特65号系統（あべの橋 - 播磨町 - 東住吉区役所前 - 鷹合団地前 - 矢田行基大橋 - 地下鉄あびこ）が廃止され、54号系統が矢田行基大橋 - 地下鉄あびこ間の区間延長になると同時に、鷹合一丁目→矢田小学校前を経由せずに往復とも鷹合団地前（長居公園東筋）経由になり循環運転はしなくなった。なおこの時に担当が住吉営業所から住之江営業所になったが、2007年から住吉営業所の担当路線に戻った。
66号系統沿革
2008年3月29日までは、66号系統が府立総合医療センター - 殿辻 - 地下鉄あびこ - 苅田 - 地下鉄長居、66A号が系統住吉車庫前 - 殿辻 - 地下鉄あびこ - 苅田 - 地下鉄長居だった。2008年3月30日からあびこ三丁目 - 地下鉄長居間がループ運行になった。2010年3月28日のダイヤ改正で66A・66B・66C・66D号系統が統合されたうえで、66B号系統が66号系統に系統番号が変更（その他の66A・66C・66D号系統は廃止）になった。
54A・B号系統沿革
2012年4月1日に54号系統と66号系統が統合されて循環系統となり、左回りに54A号、右回りに54B号が割り振られた。
2014年4月1日のダイヤ改正・経路変更で、54B号の阪南町五丁目→地下鉄西田辺間を播磨町五丁目経由とした54D号系統(担当は住之江営業所)を新設。
2017年7月1日に住之江営業所が一部便を管轄することとなり、共管系統となった（ただしダイヤ改正は行わず）が、2018年2月13日からは住之江が担当を外れて再び住吉単独で担当する形に戻った。
ダイヤおよび停留所
平日・土曜・休日とも、1時間あたり1本の運行となっている。なお日中の右回りは54B号系統と54D号系統が交互に運行されている。
特65号系統が運行されていた時代は、公園南矢田四丁目付近の狭隘路での大型車同士の行き違いも見られたが、現在この付近は54A号系統・65号系統と54B・D号系統では違うルートを通る。
54D号の播磨町五丁目付近は狭隘路のため、54D号は住之江営業所の小型車で運行。54A・B号は住吉営業所の大型・中型車で運行されている。

### 62号系統
運行区間
- 62：住吉車庫前 - 播磨町 - あべの橋 - 上本町六丁目 - 大阪城大手前 - 天満橋 - 淀屋橋 - 大阪駅前
- 62A：天満橋 → 大阪城大手前 → 上本町六丁目 → あべの橋 → 播磨町 → 住吉車庫前
- 62B：上本町一丁目 → 上本町六丁目 → あべの橋 → 播磨町 → 住吉車庫前
- 62C：住吉車庫前 - 播磨町 - あべの橋 - 上本町六丁目南
- 62D：上本町六丁目南 → あべの橋
  - 時刻表上や方向幕ではA・B・C・Dの区別は特にされていない。

概要
62号系統は、住吉車庫前からあべの筋・上町筋・土佐堀通経由で大阪駅前に至る路線である。大阪市の中央部を縦断するため運行距離が長く、利用者も多い。大阪市営バスでバスロケーションシステムが導入された最初の路線でもある。
沿革
かつて1号系統として、大阪駅前 - おりおの橋、派生系統の特1号系統が上本町六丁目 - 堺東駅前を運行していたが、後に1号系統が廃止され、再度番号が復活したが、運転区間はあべの橋ー天満橋間に短縮され、更に特1号系統が上本町六丁目-あべの橋を廃止、この際にもう一つの派生系統の臨特1号系統住吉車庫前ー上本町六丁目、1978年11月6日から幹線臨特1号系統になり、1979年7月22日から幹線62号に再編された。
その後、幹線62号→62号系統（上本町六丁目 - 住吉車庫前）・支線62-1号系統（住吉車庫前 - 堺東駅前）・1号→101号系統（あべの橋 - 天満橋）・2号→102号系統（上本町六丁目 - 大阪駅前）となっていた（支線62-1号系統は1984年に廃止されたが、末期まで最終便が22時台後半に設定されるなどした。また幹線62号系統と支線62-1号系統とを連結運行する便も存在した）が、2010年3月28日に62号系統・101号系統・102号系統を再び統合して現在の運転区間となった。
担当営業所は市営バスが均一運賃になるまでの間は、総合操車制であったこともあり、どの営業所にもよらず担当に入っていたが、市営バスが均一運賃に変わっても、おりおの橋から堺東駅前の間は市外区間ということで特殊区間制度を採用していたことから、特1号系統末期の頃になると区間制整理票発行器装備車を保有している各営業所以外の担当が原則としてなくなった。: 運賃はおりおの橋を境に大阪市内区間と堺市内区間とに分かれ、播磨町 - 錦綾町間に調整区間があり、全線通しで3区運賃であった。
なお、1970年代中頃の総合操車制末期に区間制整理票発行器装備車を装備していた車両を保有していた営業所で、あべの橋に来ていたのは、住吉営業所と長居営業所以外には、加美営業所と住之江営業所であった。これは、それ以外の営業所の車両には区間制整理票発行器装備車を保有していなかったからである。よって、総合操車制制度下であってもこの系統に充当可能な営業所の車両は限定されていた。
1号系統はあべの橋と天満橋を結ぶようになり、昭和58年に長居車庫の移転と同時に総合操車制が廃止となってからは、住吉、阿倍野支所、木津、東成（今里・上本町）、長吉の各営業所の車両が運用についていた。リフトつきバスは当初は東成営業所担当で、後に住吉営業所担当に変更された。
2号系統は、総合操車制が廃止となってからは、東成営業所（統合以前の今里、上本町、生野の各営業所）、中津営業所（ごく少数）、長吉営業所（統合以前の加美）、長居営業所（後の阿倍野支所）、そして阿倍野支所廃止後は住吉営業所の担当便も設定された。
2010年3月28日の再編で62号系統に統合後は住吉営業所の単独担当路線となる。
2011年4月1日のダイヤ改正より担当が住吉営業所と東成営業所の2営業所となる（上本町六丁目操車場管轄。同操車場は2013年4月1日廃止）。また、区間運転として住吉車庫前 - あべの橋 - 上本町六丁目間の62A号系統、あべの橋 - 上本町六丁目間の62B号系統、上本町六丁目 - 天満橋間の62C号系統の運転も開始された。62C号系統は、東成営業所所属車両の天満橋操車運用の送り込みも兼ねている関係で、東成営業所が全便担当となった。なお、東成営業所は62号系統のごく一部便も担当していた。また、緊急に運用に入れるように、中津営業所の車両には62号系統の幕が用意されている。
2012年4月1日のダイヤ改正で国立病院は国立病院大阪医療センターに停留所名を再度変更した（国立病院は2003年までは国立大阪病院前の停留所名であった。また1つ住吉車庫前寄りの上本町一丁目も1981年までは上本町二丁目の停留所名であった）。同時に62号系統の東成営業所担当便が消滅する。
2014年4月1日のダイヤ改正で東成営業所が廃止となったことにより、62A・62B号系統の担当を外れ、再び住吉営業所の単独担当となり、これに伴い出入庫系統の62C号系統が廃止される。併せて停留所名変更に伴い、62A・62B号系統の北行の行先が「上本町六丁目南」に変更。
2015年頃より、春と秋の彼岸時には昼間時に62C号系統が増発されるが、増発分についてはこの住吉営業所のほか、便によっては本来62号系統を担当していない住之江営業所の車両も運用される。
2015年4月1日のダイヤ改正で天満橋始発の62号系統が平日に1本のみ復活した。また、この際各区間系統の系統番号が変更された。
2017年7月1日に住之江営業所が区間系統を含めて一部便を管轄することとなり、共管系統となった（ただしダイヤ改正は行わず）が、2018年2月13日からは住之江が担当を外れて再び住吉単独で担当する形に戻った。
ダイヤ・停留所
62号系統は平日朝ラッシュ時は概ね10分間隔、日中と土休日は概ね20 - 30分間隔で運行している。土休日の早朝や夜間は1時間1本程度になる時間帯もある。区間運転の各系統は1日数本程度しか運行されていない。

### 63号系統
運行区間
- 63：あべの橋 - 播磨町 - 住吉車庫前 - 千躰 - 南住吉一丁目 - 住吉区役所区民センター - JR我孫子町駅 - 地下鉄あびこ - 浅香
- 63A：地下鉄あびこ → 浅香

概要
63号系統はあべの橋からあべの筋を経由して、住吉区南部とを結ぶ路線である。同様の役割の路線として64号系統があるが、住吉区南部での経路が異なる（63号系統は浅香発着）。
あべの橋 - 住吉車庫前間は62号系統・64号系統・67号系統を合わせて、高頻度の運行を確保している。一方、住吉車庫前以南は、地下鉄御堂筋線やJR阪和線の駅に近い場所を通るため、あべの橋からJR・地下鉄あびこ方面の直通利用は少なく、府立総合医療センターや住吉区役所を中心とした住吉区内の区間利用が主である。
沿革
1994年のバス再編で当時の支線62-2号系統（住吉車庫前 - 浅香）と幹線62A号系統（あべの橋 - 住吉車庫前）を統合・延伸させる形で幹線63号系統が誕生した。ただし南住吉住宅前 - 浅香間の経路は、支線62-3号系統・支線62-4号系統が運行していた地下鉄あびこ経由で運行する（支線62-2号系統は杉本町駅前経由）。
また、67号系統は、かつては幹線62A号系統（1994年3月30日まで）、幹線63A号系統（2002年1月26日まで）、63A号系統（2012年3月31日まで）だった。 なお、幹線62A号系統は表示幕に幹線62のコマとは別に幹線62Aのコマが用意されていて、阿倍野支所の車両にもこの系統幕が用意されていた。
2002年1月27日のダイヤ改正時に、現在の63号系統という系統番号となった。かつては、幹線臨63号系統（浅香中央公園前 - 杉本町駅前 - 千躰）が運行されていたが、2002年1月27日に廃止となり、代わりに赤バス・住吉ループが設定された。
2008年2月12日に住吉区役所の移転に伴い、住吉区保健福祉センター停留所を住吉区役所区民センター停留所に名称変更し、同時に西行停留所を南側に移転した。
区間便の63B号系統住吉車庫前→浅香は2010年3月27日に廃止された。
2012年4月1日に63A号系統は67号系統に番号が変更された。
ダイヤおよび停留所
平日・土曜・休日とも、昼間は約30-40分毎の運行となっている。あべの橋-住吉車庫前間は、62号系統・64号系統を合わせて昼間は1時間あたり最低6本の運行を確保しており、入出庫便の67号系統が運行される時間帯は、かなりの高頻度で運行している。なおあべの橋発の終車が20時代であり、比較的早くなっている。

### 64号系統
運行区間
- 64：あべの橋 - 播磨町 - 住吉車庫前 - 千躰 - 三稜中学校 - おりおの橋
- 64A：住吉車庫前 - 千躰 - 三稜中学校 - おりおの橋

概要
64号系統はあべの橋からあべの筋を経由して、住吉区南部とを結ぶ路線である。同様の役割の路線として63号系統があるが、住吉区南部での経路が異なり、千躰からあべの筋を直進した上で、殿辻から住吉区役所・おりおの橋経由でそのままラケット型運行であべの橋へ戻って来る経路になっている。あべの橋-住吉車庫前間は62号系統・63号系統・67号系統を合わせて、高頻度の運行を確保している。
沿革
かつては平日・土曜日の昼間のみあべの橋 - おりおの橋 - あべの橋を運行する特62号系統（1991年3月時点でのあべの橋発おりおの橋行きは平日・土曜日の朝夕ラッシュ時のみ）が運行されていた。また、幹線臨62号系統（地下鉄動物園前 - あべの橋 - 播磨町 - 住吉車庫前）も運行されていた。
- 特62号系統は当初臨特1号系統で、住吉区が全路線ゾーンバス化されて特62号系統となったが、ゾーンバス化されてからは区間運行の特62A号系統（住吉車庫前→殿辻→おりおの橋→沢ノ町→住吉車庫前（ただし表示幕は支線臨62号系統と表示されていた）も存在し、特62Aだけを運行するダイヤも存在した。また、特62号系統であべの橋からおりおの橋に行く便は大半が特62A号系統で住吉車庫に入庫していた。あべの橋行きは住吉車庫から殿辻まで回送で出庫、そこからあべの橋行きで運行する場合が大半であった。

1994年の大阪市営バス改編時に特62号系統は幹線臨64号系統として終日運転、リフト付きバス運行系統になるとともに、地下鉄動物園前-住吉車庫前を運行する幹線臨62号系統は特64A号系統に系統番号が変更になった。
2002年1月27日のダイヤ改正時に幹線臨64号系統は64号系統に系統番号を変更し地下鉄動物園前-おりおの橋の運行に区間延長となった。
2008年3月30日よりフェスティバルゲート1階にあった霞町操車場が使用停止になったのに伴い、あべの橋 - 地下鉄動物園前間が廃止された。
ダイヤおよび停留所
平日・土曜・休日とも、昼間は30分毎の運行となっている。あべの橋 - 住吉車庫前間は、62号系統・63号系統を合わせて昼間は1時間あたり最低6本の運行を確保しており、入出庫便の67号系統が運行される時間帯は、かなりの高頻度で運行している。区間便については、土曜朝のおりおの橋行きと、平日及び日曜日のおりおの橋発最終でのみ運行されている。

### 65号系統
運行区間
- 65：府立総合医療センター → 住吉車庫前 → 千躰 → 三稜中学校 → おりおの橋 → 杉本町駅前 → 大阪公立大学 → 地下鉄あびこ → 苅田 → 矢田行基大橋 → 苅田小学校前 → 地下鉄あびこ → 浅香 → 大阪公立大学 → 杉本町駅前 → おりおの橋 → 三稜中学校 → 千躰 → 住吉車庫前 → 府立総合医療センター
- 65A：地下鉄あびこ → 苅田 → 矢田行基大橋

概要
65号系統は、府立総合医療センターから住吉区南部を経由して、御堂筋線あびこ駅とを、63号系統・54A・B号系統とは別経路で結ぶ路線である。府立医療センターへのアクセスの意味合いが強い。
沿革
1994年の大阪市営バス改編時にそれまでの支線62-3号系統（住吉車庫前→おりおの橋→浅香→苅田小学校前→地下鉄長居→矢田行基大橋→殿辻→住吉車庫前）および支線62-4号系統（支線62-3号系統の逆まわり、但し東長居住宅前・杉本一丁目経由で浅香は経由せず）の経路再編で幹線臨62号系統と統合し、地下鉄動物園前-苅田小学校前を運行する特64号系統が運行を開始した。
2002年1月27日のダイヤ改正時特64号系統は64A号系統に系統番号を変更し、幹線臨62号系統の区間を運行しなくなる形となり、住吉車庫前 - 苅田小学校前に短縮される（杉本町駅前経由であべの橋 - 浅香を結ぶ系統がなくなる）。この時に64A号系統は（後述する64B号系統も含めて）住之江営業所の担当路線に変更になった。
府立総合医療センター開設に伴い、64A号系統は府立総合医療センター（以前は府立病院前停留所であった）-住吉車庫前を区間延長して府立総合医療センター-苅田小学校前の運行になるとともに、従来の住吉車庫前-苅田小学校前間の路線が64B号系統となった。
2007年1月8日に64A号・64B号系統が住之江営業所から現在の住吉営業所の担当路線に変更になった。
2008年3月30日より千躰 - 殿辻間が住吉区役所区民センター経由に運行変更された。
2010年3月28日のダイヤ改正で64A号系統と64B号系統が統合されたうえで、64A号系統が65号系統に系統番号が変更（区間便の64B号系統は廃止）になった。
2012年4月1日のダイヤ改正で千躰 - 沢ノ町間が三稜中学校経由（あべの筋直進）に変更され、よさみ神社前→苅田小学校前の経路が矢田行基大橋経由に変更され、府立総合医療センター発の行き先が矢田行基大橋経由に変更。
ダイヤおよび停留所
ほぼ終日概ね60分間隔で運行されている。

### 67号系統
運行区間
- 67：住吉車庫前 - 播磨町 - 王子町 - あべの橋

概要
67号系統は、住吉車庫前からあべの筋を経由してあべの橋を結ぶ路線である。2012年4月1日に63A号系統から番号を変更した。
62号系統・63号系統・64号系統を合わせて、高頻度の運行を確保している。
あべの北操車場の入出庫便であり、時間帯によって運転本数は大きく異なる。大型車・中型車の両方が運行される。
沿革
この系統は、かつては幹線62A号系統（1994年3月30日まで）、幹線63A号系統（2002年1月26日まで）だった。なお当時、幹線62A号系統は表示幕に幹線62のコマとは別に幹線62Aのコマが用意されていて、阿倍野支所の車両にもこの系統幕が用意されていた。

### 85号系統
運行区間
- 85：杭全 - 大池橋 - 地下鉄今里 - 玉造 - 心斎橋 - なんば

概要
85号系統は、東住吉区の杭全から今里筋・長堀通を経由して、なんばとを結ぶ路線である。ほとんどの区間で廃止されたトロリーバスの区間と並走している（杭全-地下鉄今里は3号線、地下鉄今里-心斎橋は9号線）。杭全-なんば間の路線としては他に73号系統があるが、こちらは鶴橋駅前などを経由し、終日出戸バスターミナルまで運行されている。
沿革
元々は幹線85号系統として木津営業所と東成営業所の担当路線であった（同じくなんば - 杭全間を走行していた73号系統と同じ）。木津営業所廃止後は東成営業所と住之江営業所の担当路線になり、2002年1月27日より85号系統になり古市営業所の担当路線になったが、2007年1月8日より東成営業所の担当路線に戻り現在に至っている。以前、木津営業所が存在していた頃には平日・土曜日の朝ラッシュ時に臨85号系統が、なんば→（四つ橋筋）→信濃橋→（なにわ筋）→なんば間の運行をしていたが、3号系統(現在の8号系統)が運行を開始する際に廃止された。ちなみにこの臨85号系統の往路（信濃橋ゆき）と5号系統の往路（なんば→天満橋、現在の105号系統｛循環系統｝の後半部分）では、バス・地下鉄の乗継適用外であった。幹線85号系統時代は一定の本数が確保されていたが、長堀鶴見緑地線の京橋 - 心斎橋延伸後は日中の一部の便を除いて大幅に減便され、残りは杭全 - 玉造の区間運行の当時の幹線85A号系統（後に国立病院大阪医療センターまで運行区間を延伸。2012年に87号系統に番号変更）になった。
2013年4月1日のダイヤ改正で、87号系統が85号系統に集約され、85号系統の朝・夜時間帯の運行が再開される。
2014年4月1日のダイヤ改正で、前日をもって閉所となった東成営業所に代わり、住吉営業所単独の担当となる。
停留所およびダイヤ
かつては昼間のみの運行で、ほぼ60分毎の運行であったが、2013年4月のダイヤ改正後は終日毎時1本の運行となっている。
心斎橋 - なんば間は、なんば行は御堂筋、杭全行は四つ橋筋を経由する。杭全行のJR難波駅前→四ツ橋間には、北堀江一丁目停留所が存在するが、当路線は通過する。なんばでは阪神高速1号環状線高架下のバスターミナルではなく、髙島屋大阪店北側にある停留所での発着となる（発車は5番のりば）。

## 臨時路線

### 初詣バス
一時期、生國魂神社、四天王寺、住吉大社への初詣客のために正月3が日に運行されていたことがあったが、2009年以降は運行を休止している。方向幕を無表示（白幕）にしたうえで、バス前後のガラスに内側から「初詣バス」と書かれた紙を貼っている。
- 系統番号なし：なんば→谷町九丁目（生國魂神社）→上本町六丁目→四天王寺西門前→あべの橋→松虫→地下鉄岸里→地下鉄玉出→住吉公園（住吉大社）→浜口→千躰→住吉車庫前→松虫→あべの橋→四天王寺西門前→上本町六丁目→谷町九丁目（生國魂神社）→なんば
- 沿線各停留所に停車する。

## 廃止・撤退路線

### 2号系統
- 2014年4月1日より住之江営業所単独の担当路線となる。

### 4号系統
- 2016年12月16日より住之江営業所単独の担当路線となる。

### 15号系統
- 2016年12月16日より住之江営業所単独の担当路線となる。

### 18号系統
- 2019年4月1日より守口営業所単独の担当路線となる。

### 19号系統
- 2018年8月1日より守口営業所単独の担当路線となる。

### 26号系統
運行区間
- 26：あべの橋 - 美章園 - 杭全 - 地下鉄田辺 - 中野中学校前 - 住道矢田

概要
- 26号系統は、あべの橋（天王寺駅）から東住吉区矢田地区東部を結ぶ路線である。あべの橋-住道矢田間の路線としては、他に6号系統が存在する。6号系統が杭全-住道矢田間を今里筋経由で直線で結ぶに対し、26号系統が途中、今川二丁目-中野中学校前を地下鉄田辺に迂回している点である。昼間時のみ1時間毎の運転。

沿革
- 2000年12月1日に松虫通の東側の北田辺六丁目交差点-今川二丁目交差点間の開通により特26号系統として昼間のみの運行を開始した。2002年1月27日の改正で26号系統に系統番号が変更された。
- 2014年3月31日で廃止。

### 29号系統
- 2016年12月16日より住之江営業所単独の担当路線となる。

### 32号系統
運行区間
- 32：あべの橋 - 四天王寺東大門前 - 勝山三丁目 - 大池橋 - 北巽バスターミナル

概要
32号系統は、あべの橋（天王寺駅）と生野区巽地区北部とを結ぶ路線である。あべの橋-北巽バスターミナル間の路線としては、他に30号系統がある。また本数はわずかながら11号系統もあったが、2012年4月1日に12号系統・23号系統・30号系統に集約される形で廃止となった。
沿革
2002年1月27日以前は幹線32号系統と称していた。上町筋の五條宮前交差点以南開通前はあべの橋 - 勝山三丁目間は寺田町経由であった。なお、かつては長居営業所（→阿倍野支所）が主に担当しており、一部木津営業所や長吉営業所担当便もあったが、廃止時は住吉営業所と東成営業所の両担当であった。
溯ると、1960年代前半は、別の系統番号で、近鉄バス大蓮線と同様に、八尾市役所前まで足を伸ばしていた時期も存在した。
2013年4月1日のダイヤ改正より、東成営業所が担当に加わる。
2013年3月31日で12号系統・13号系統に集約のうえ、廃止となる。なお、あべの橋 - 四天王寺東大門前 - 勝山三丁目 - 大池橋は12号系統が、大池橋 - 北巽バスターミナルは13号系統が引き継ぐ。
ダイヤおよび停留所
平日・土曜・休日とも、昼間は1時間あたり1本の運行である。あべの橋-四天王寺東大門前間について、北巽バスターミナル行は南河堀町、あべの橋行は四天王寺西門前を経由する。

### 40号系統
運行区間
- 40：住吉車庫前 - 千躰（せんたい） - 地下鉄長居 - 湯里六丁目 - 地下鉄喜連瓜破 - 出戸バスターミナル

概要
- 2012年4月1日の改正により、それまでの4A号系統が、40号系統に系統番号が変更となった。詳細は大阪シティバス住之江営業所#4号系統を参照。
- 2013年4月の24号系統の路線再編に伴い地下鉄長居 - 住吉車庫前は同系統と並走する。
- 2013年の長吉営業所廃止に伴い、一部時間帯にあった長吉営業所担当便がなくなり、住吉営業所に担当が一本化された。
- 平日日中と土曜・休日は大体30分間隔だが、2号系統の送り込みも兼ねる。
- 2014年3月31日で4号系統に集約のうえ廃止。

### 48号系統
- 2014年4月1日より住之江営業所単独の担当路線となる。

### 52号系統
- 2016年4月1日より酉島営業所単独の担当路線となる。

### 76号系統
- 2014年4月1日より住之江営業所単独の担当路線となる。

### 89号系統
- 2016年12月16日より住之江営業所単独の担当路線となる。

## 車両
2013年現在は、大型車と中型車が配置されている。2002年の路線再編以前は大型車、中型車とも日産ディーゼル工業製の車両（西日本車体工業架装車も含む）に統一されていたが、再編時に古市営業所からいすゞ自動車製が一部転入し、中型車が住之江営業所へと転出し、一時期中型車の配置がなくなっていた。その後2007年に中型車の転入が行われ、現在は、日産ディーゼル工業製・いすゞ自動車製・日野自動車・三菱ふそうトラック・バス製のすべてのメーカーの車両が配置されている。
一時期、台数こそ少ないものの、低公害車の配置もあり、2013年春の改正までは、日野・ブルーリボンシティハイブリッド（BJG-HU8JLFP）が配置されていた（現在は井高野営業所へ転属）。過去には、蓄圧式ハイブリッド車“ERIP”の配置があった。また、近隣に天然ガス充填設備がないものの、CNGノンステップバスが配置されていた事もあった。
長居営業所が存在していた時代は、同所には大型車が日産ディーゼル、中型車が日産ディーゼルと日野自動車の車輛が配置されていた。
2013年12月末、大阪市交通局100周年記念事業の一環として、復刻ラッピング車両として「ゼブラバス」塗装を模した大型車が1台導入された。同車は2014年1月1日より住吉営業所管内の全路線で運用されている。